# De Hantert
De Hantert is een landgoed van 60 ha dat zich ten westen van de plaats Sint Agatha in de Nederlandse provincie Noord-Brabant bevindt. Het grootste deel bestaat uit landbouwgrond, een vijfde deel uit bossen en vennen. Het landgoed is niet toegankelijk voor het publiek.
Reeds in 1325 werd in een notitie van het kapittel van de Sint-Elisabethkerk te Grave melding gemaakt van dit landgoed. Mogelijk werd het geschonken aan het naburige Kruisherenklooster.

## Het landhuis
In de 17e eeuw was er al sprake van een landhuis. Dit werd echter in 1820 afgebroken, waarna een nieuw huis werd gebouwd. Dit huis, gelegen aan Hantert 8, bestaat nog steeds. Op 25 mei 1820 werd hier Gerardus van den Bosch, de latere burgemeester van Cuijk en Sint Agatha, geboren. Hij kocht het huis in 1853. Na hem kwam zijn jongste zoon, Paulus van den Bosch, die in 1942 overleed, er wonen. Daarna kocht Chris van Amstel, een bediende van de familie Van den Bosch, het huis. In 1947 kwamen er enkele zusters karmelietessen te wonen, die uit Indonesië waren verdreven. In 1953 mochten zij weer naar Indonesië terug. Hierna werd het gebouw een juvenaat voor de kruisheren. Van 1968-1975 huisden er verstandelijk gehandicapten van het tehuis "De Binckhof", voorheen gevestigd in het Jezuïetenklooster Mariendaal te Velp bij Grave. Het huis kreeg toen de bijnaam "De Woelige Stal".
Na 1975 stond het een tijd leeg en zijn er krakers ingetrokken. Deze maakten in 1981 plaats voor een meubelmakerij annex meubelzaak.In 2023 wisselde het gebouwen van eigenaar en zijn nu in eigendom van een woon-werkgemeenschap met meerdere eigenaren.